# Me and the Dog
Me and the Dog è un EP del cantautore britannico Sam Fender, pubblicato il 12 aprile 2025.

## Tracce
1. People Watching – 5:11 (Sam Fender)
2. Tyrants – 2:00 (Sam Fender)
3. Empty Spaces – 2:00 (Sam Fender)
4. I’m Always On Stage – 2:00 (Sam Fender)
5. Me And The Dog – 4:13 (Sam Fender)
6. People Watching – Live at The O2 Arena, London – 6:04 (Sam Fender)

## Classifiche
| Classifica (2025) | Posizione massima |
| ----------------- | ----------------- |
| Regno Unito       | 14                |